# ثيمول
الثيمول هو مركب الفينول وهو مادة طبيعية لها رائحة عطرية تسخلص من عشب الزعتر والبردقوش التي تعمل على زيادة الشهية للطعام وعلى قتل الميكروبات وتطرد فيروس (هربس) وبعض الطفيليات من المعدة كما يحسن الهضم ويرخي العضلات الناعمة (اللينة أو الباسطة) ويقلل البروستاجلاندين الذي يسبب تقلصات في العضلات لهذا يفيد الرياضيين ويقضي علي الطفيليات المعوية. ويستعمل كمسحوق في غيار الجروح المتقيحة وكمنفث للبلغم ويقلل التقلصات ويفيد في بداية نزلات البرد والصداع وتأخر الدورة الشهرية. ويمنع الغازات المعوية والشد العضلي.

## الوصف
بلورات عديمة اللون، حدود انصهارها تتراوح بين الـ 48 والـ 52 درجة. ضعيفة الانحلال جداً بالماء، تنحل بشدة في الكحول، تنحل بحرية في الزيوت الثابتة والطيارة، ضعيفة الانحلال بالغليسرول، تنحل بالمحاليل الهيدروكسيلية القلوية الممدة.

## الاستعمال
- مضاد أكسدة Antioxidant.
- مطهر antiseptic.
- عامل مبرد cooling agent.
- معقم disinfectant.
- عامل منكه flavoring agent.
- نافذ للجلد skin penetrant.
- عامل علاجي therapeutic agent.

## التنافرات
غير متوافق مع اليود والقلويات والعوامل المؤكسدة، كما أن التيمول يذوب، أو يشكل كتل ناعمة صغيرة، عند سحنه مع الاسيتانليد والانتيبيرين والكافور أحادي البروم وحمض كلور الماء والمنتول والفينول وكبريتات الكينين.

## الحفظ والتخزين
يجب حفظ التيمول في عبوات محكمة الإغلاق مقاومة للضوء، في أماكن باردة وجافة، حيث يتأثر التيمول بالضوء.
يعد الثيمول (وهو الزيت الطيار الناتج عن تقطير الأوراق) مزيلا للروائح الكريهة ومطهرا للجروح والجهاز التنفسي، كما يستعمل علاجا لآلام الأسنان وطاردا للديدان.
تستخدم مادة الثيمول في الصيدلة الحديثة من مضادات التشنج ، ومطهرة وطارده للبلغم وطاردة للريح وقد يستخدم الثيمول في مكافحة الفاروا في صورة مستخلص زيتي أو في صورة بودرة.